# 東京マラソン2011
東京マラソン2011（とうきょうマラソン2011、Tokyo Marathon 2011）は、2011年2月27日に東京都内の日本陸上競技連盟公認コース（一部カテゴリのみ）で行われた、通算5回目となる東京マラソン。

## 概要
主催者は、この回からそれまでの東京都および日本陸上競技連盟に代わり、両者によって設立された「一般財団法人東京マラソン財団」となった。また開催日についても、前回と同じ2月の第4日曜日となった。
参加定員は当初、前回と同じくマラソンが3万2,000人、10km走が3,000人とされた。しかしその後新たにフルマラソンに「チャリティー枠」が設けられ、東京マラソン財団に10万円以上の寄付を行った個人に対して先着順で最大1,000人に参加枠を割り当てた。これにより総参加者数は最大36,000人となった。チャリティーを除いた申込者数は過去最多だった前回をさらに上回り、公式発表では33万人以上となった。
本大会の人出は、216万人（沿道人数153万人、東京大マラソン祭観客数63万人）だった。
男子フルマラソンの部は、その次の週に行われる予定のびわ湖毎日マラソンとともに、夏の終わりに韓国・大邱で行われる予定の世界陸上の代表選手選考競技会を兼ねる。またこの大会は第95回日本陸上競技選手権大会男子マラソンも兼ねる。また前回大会に引き続き、賞金制度が導入された。

## 参加資格
基本的に前回大会と同様。メディア向けの特別枠の割り当てについては、奇数回のためフジサンケイグループに対して割り当て。

### フルマラソン
一般
大会当日満19歳以上、6時間40分以内に完走できる男女
- 障害者、本大会が推薦する国内・国外の者を含む

エリート
- 日本陸上競技連盟登記・登録競技者で、申込期日までに日本陸上競技連盟の公認競技会で一定の記録を出した男女競技者
- 日本陸上競技連盟が推薦する男女競技者

車いすの部
レース仕様車で2時間10分以内に完走できる男女計25人

### 10km走
10km走のコースは陸連に公認されていないため、公式記録扱いとならない。
一般
大会当日満16歳以上で、1時間30分以内に完走できる男女
- 本大会が推薦する国内・国外の競技者を含む

障害者
1時間30分以内に完走できる男女の障害者で、以下に該当しないもの
車いす
レース仕様車で60分以内に完走できる男女計25人
視覚障害者
1時間30分以内に完走できる男女計50人
知的障害者
1時間30分以内に完走できる男女計100人
移植者
1時間30分以内に完走できる男女計50人

## 参加申込
一般参加者については下記の通り。エリートの部については別途。
方法
インターネット、または郵便振替
期間
2010年（平成22年）8月1日から8月31日まで
参加者の決定
定員を大きく超えたため抽選を実施

## 大会放送
テレビ中継についてはフジテレビジョンほかフジサンケイグループの各媒体で放映。同局での中継は2009年大会以来3回目で、中継態勢も基本的に同年のフォーマットを継承。
地上アナログ放送では東京マラソン全体を通じて最後の放送となり、16:9レターボックスサイズで放送される。
テレビ（地上波）
- フジテレビ系列各社 9:00 - 11:50（選考会の部・生中継）
- フジテレビ（関東ローカル）12:00 - 15:00、16:00 - 16:25（市民マラソンの部・生中継）
  - みんなのKEIBAが放送されるため 、15:00-16:00は中断される。ただし15時台の一部も番組を中断して放送した（BSフジと関東以外のネット局は通常の放送）。

衛星放送
- フジテレビONE9:00 - 17:00
- BSフジ16:05 - 18:55（選考会の部・地上波の録画放送）

ラジオ
- ニッポン放送9:00 - 12:00（選考会の部・生中継）

## 優勝者
| 部門         | 氏名             | 国籍・所属     | 記録          | 備考                                                            |
| ------------ | ---------------- | -------------- | ------------- | --------------------------------------------------------------- |
| マラソン男子 | ハイル・メコネン | エチオピア     | 2時間7分35秒  |                                                                 |
| マラソン女子 | 樋口紀子         | 日本・ワコール | 2時間28分49秒 | タチアナ・アリャソワ（ ロシア）の失格により繰り上げ（詳細後述） |

## 東京マラソンEXPO 2011概要
| 開催日時                      | 会場             |
| ----------------------------- | ---------------- |
| 2011年2月24日-26日 11時～21時 | 東京ビッグサイト |

## 特筆的な出来事
- 川内優輝（埼玉陸協・県立春日部高校定時制職員[4]）が2時間8分37秒で日本人最高の3位でゴールし、世界陸上の日本代表に内定した。川内は前年度4位入賞に続く快挙で、日本人ランナーが国内のマラソンで2時間10分を切ったことは2008年12月の福岡国際マラソンでの入船敏以来2年2か月ぶり。また日本代表選考レースで、実業団に所属していない「市民ランナー」が日本人最高位となることは極めて異例[5]（ただし、一般参加枠ではなく、前年大会4位による招待選手枠としての出場だった）。
- 女子の部で1着でゴールしたのは2時間27分29秒のタイムを出したロシアのタチアナ・アリャソワ（英語版）だったが、その後の日本アンチ・ドーピング機構 (JADA) の検査により、薬物を摂取した痕跡を消すために用いられたとされる「ヒドロキシエチルデンプン[6]」が検出されたことから、ロシア陸連による違反確認を経て、国際陸上競技連盟が2011年4月29日から2年間の出場停止と東京マラソン当日以降の競技記録の無効処分を下した。このため、レース後約11か月を経た2012年1月24日、アリャソワの失格と、2位に入った樋口紀子（ワコール）の繰り上げ優勝が発表された[3]。ちなみに樋口は今回が初のマラソンであった。
- 一方、元マラソン日本女子最高記録保持者で注目された渋井陽子（三井住友海上）は、終盤失速して2時間29分03秒の3位（当初4位）に終わった[5]。